# 덕 브래디
덕 브래디(Doug Brady, Stephen Douglas Brady, 1969년 11월 23일~)는 미국 출신의 전 롯데 자이언츠 야구 선수였다. 포지션은 유격수와 2루수였다. 롯데 역대 최악의 외인이었는데  기량은 물론 한국음식 적응에도 실패한 것이  컸다.

## 메이저리그 경력
1991년 시카고 화이트삭스에 지명되어 1995년에 처음으로 메이저리그에 승격하였다. 1994년 농구 황제인 마이클 조던과 더블A에서 함께 생활하였다.

## 한국 프로야구 경력

### 롯데 자이언츠 시절
1998년에 입단하였다. 처음에는 유격수로 출전했다가 나중에는 2루수 그리고 지명타자로 출전했으나, 별다른 활약을 펼치지 못한채 재계약에 실패하였다.

## 은퇴 이후
도서관 사서를 하고 있다고 알려져 있었지만 2019년 인테리어 관련 업종에 일하고 있다.